# Торшин, Юрий Николаевич
Ю́рий Никола́евич То́ршин (1958—2016) — офицер ФСБ России, руководитель третьего отдела Управления «А» Центра специального назначения ФСБ России (до 2010 года), советник главы Чеченской Республики по работе с правоохранительными органами (2015—2016), почётный сотрудник ФСБ России, полковник.

## Биография
Родился 6 мая 1958 года в посёлке Белые Берега, ныне микрорайон Брянска.
Отец — Николай Петрович, всю жизнь проработал на крупнейшей электростанции, построенной в Брянской области по ленинскому плану ГОЭЛРО в 1932 году, вышел в отставку заместителем директора. Мать — Евгения Дмитриевна, после окончания медучилища работала в Белобережской больнице медсестрой.
Кроме Юрия в семье был ещё один сын — Вячеслав, на семь лет младше Юрия, также связавший свою жизнь со службой в ФСБ, в отставку вышел полковником.
Сам Юрий, после окончания школы № 29 города Брянска, пытался поступить в Орловское высшее военное командное училище связи, но не прошёл по конкурсу и вернулся в Брянск. В Брянске при райкоме ВЛКСМ окончил курсы и, получив направление, год проработал в школе № 30 старшим пионервожатым. В 1976 году он поступил в Брянский филиал Московского гидромелиоративного института. Два года проучившись на дневном, перевёлся на заочное отделение и уехал в Москву.
В 1979 году был призван в ряды Советской Армии. После окончания учебки в Орджоникидзе его распределили в Махачкалу, в ракетные войска стратегического назначения. Проходя военную службу, Торшин возглавил комсомольскую организацию, затем на втором году службы ему было предложено стать кандидатом в члены КПСС. После демобилизации прибыл в Тимирязевский военкомат Москвы, откуда призывался, встал на учёт — и там получил предложение поработать в Комитете государственной безопасности.
В декабре 1982 года он был зачислен в спецгруппу «Альфа» Седьмого управления КГБ СССР. Прошёл путь от рядового сотрудника (разведчика) до руководителя отдела Управления «А» Центра специального назначения ФСБ России.
Окончил академию Федеральной службы безопасности России. В его послужном списке война в Афганистане (так называемая боевая стажировка), горячие точки на территории бывшего Советского Союза, штурм Белого дома, две войны на Северном Кавказе, «Норд-Ост» и Беслан, сложнейшие операции по уничтожению террористов и освобождению заложников. Во время теракта на Дубровке («Норд-Ост») именно возглавляемая им группа утром 26 октября 2002 года уничтожила главаря террористов Мовсара Бараева.
В 2010 году вышел в отставку. С августа 2015 года занимал пост советника главы Чеченской Республики по работе с правоохранительными органами.
Погиб 11 сентября 2016 года в ДТП во время мотопробега на трассе Моздок — Кизляр возле населённого пункта Савельевская Наурского района Чеченской Республики. Похоронен в Москве на Николо-Архангельском кладбище.

## Семья
Был женат. Сыновья — Николай, Роман, Евгений. Роман Торшин, по примеру отца работавший в ФСБ, дослужившись до звания капитана, погиб 29 мая 2020 года. На момент гибели он был заместителем начальника 1-го направления отдела собственной безопасности УФСБ России по г. Москве.

## Награды

#### Государственные награды СССР и России
- орден «За заслуги перед Отечеством» III степени с мечами
- орден «За заслуги перед Отечеством» IV степени с мечами
- орден Мужества
- орден «За военные заслуги»
- орден «За личное мужество»
- медаль ордена «За заслуги перед Отечеством» I степени с мечами
- медаль ордена «За заслуги перед Отечеством» II степени с мечами
- медаль «За отвагу»
- медаль «В память 850-летия Москвы»
- медаль «За укрепление боевого содружества»

#### Иностранные награды
- Медаль «Воину-интернационалисту от благодарного афганского народа» (Афганистан)

#### Почётные звания
- почётный сотрудник ФСБ России

## Память
- 3 декабря 2016 года Центру специальной подготовки «Гвардия» (г. Санкт-Петербург) присвоено имя Юрия Николаевича Торшина. На торжественной церемонии присутствовали супруга Валентина Торшина, сыновья Евгений Торшин и Николай Торшин, друзья семьи и боевые товарищи Юрия Николаевича[8].
- 29 июля 2019 года в Курортном районе Санкт-Петербурга появилась улица Юрия Торшина[9].
- Юрию Николаевичу Торшину посвящена глава книги «Люди А» писателя Алексея Филатова[10].
- Юрию Николаевичу Торшину и его родной «Альфе» посвящён мраморный барельеф с надписью «Если быть, то быть лучшим». Он закреплён на историческом памятнике «Родному полку», который является символом российской гвардии всех времён и поколений[11].